# Playa Pinochet de la Barra
La playa Pinochet de la Barra es una pequeña playa que se ubica inmediatamente al este de la punta Pingüino, en la costa norte del cabo Shirreff de la isla Livingston, islas Shetland del Sur.

## Toponimia
El nombre corresponde al apellido de Óscar Pinochet de la Barra, director del Instituto Antártico Chileno, quien ordenó la instalación de un módulo de fibra de vidrio para apoyar las actividades de terreno que se desarrollaron en el área, con implicancias históricas, antropológicas, geológicas y biológicas, durante la Expedición Antártica Chilena de 1990-1991.

## Reclamaciones territoriales
Argentina incluye a la playa en el departamento Antártida Argentina dentro de la provincia de Tierra del Fuego, Antártida e Islas del Atlántico Sur; para Chile forma parte de la comuna Antártica de la provincia Antártica Chilena dentro de la Región de Magallanes y de la Antártica Chilena; y para el Reino Unido integra el Territorio Antártico Británico. Las tres reclamaciones están sujetas a las disposiciones del Tratado Antártico.